# 蒂尼努瓦耶勒
蒂尼努瓦耶勒（法語：Tigny-Noyelle，法語發音：[tiɲi nwajɛl]）是法国上法蘭西大區加来海峡省的一个市镇，属于蒙特勒伊区。

## 地理
蒂尼努瓦耶勒（50°21'10"N, 1°42'21"E）面积6.76 平方千米，位于法国上法蘭西大區加来海峡省，该省份为法国北部沿海省份，西北濒北海，南至索姆省，东临北部省。
与蒂尼努瓦耶勒接壤的市镇（或旧市镇、城区）包括：莱皮讷、科利讷博蒙、孔希勒勒唐普勒、楠蓬圣菲尔曼、楠蓬、欧蒂河畔维莱尔。
蒂尼努瓦耶勒的时区为UTC+01:00、UTC+02:00（夏令时）。

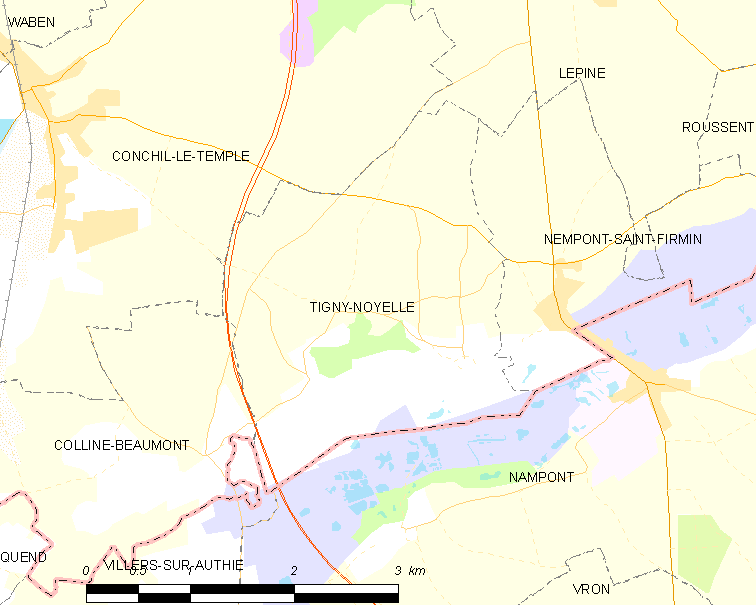
蒂尼努瓦耶勒的OSM定位图

## 行政
蒂尼努瓦耶勒的邮政编码为62180，INSEE市镇编码为62815。

## 政治
蒂尼努瓦耶勒所属的省级选区为贝尔克县。

## 人口

1962-2008年间蒂尼努瓦耶勒人口变化图示

蒂尼努瓦耶勒于2022年1月1日时的人口数量为168人。